# Raon-l'Étape
Raon-l'Étape és un municipi francès, situat al departament dels Vosges i a la regió del Gran Est. L'any 2007 tenia 6.710 habitants.

## Demografia

### Població
El 2007 la població de fet de Raon-l'Étape era de 6.710 persones. Hi havia 2.939 famílies, de les quals 993 eren unipersonals (394 homes vivint sols i 599 dones vivint soles), 924 parelles sense fills, 735 parelles amb fills i 287 famílies monoparentals amb fills.
La població ha evolucionat segons el següent gràfic:
Habitants censats

### Habitatges
El 2007 hi havia 3.407 habitatges, 2.973 eren l'habitatge principal de la família, 86 eren segones residències i 348 estaven desocupats. 1.860 eren cases i 1.524 eren apartaments. Dels 2.973 habitatges principals, 1.496 estaven ocupats pels seus propietaris, 1.397 estaven llogats i ocupats pels llogaters i 81 estaven cedits a títol gratuït; 89 tenien una cambra, 277 en tenien dues, 598 en tenien tres, 746 en tenien quatre i 1.264 en tenien cinc o més. 1.656 habitatges disposaven pel capbaix d'una plaça de pàrquing. A 1.487 habitatges hi havia un automòbil i a 802 n'hi havia dos o més.

### Piràmide de població
La piràmide de població per edats i sexe el 2009 era:
| Homes | Edats   | Dones |
| ----- | ------- | ----- |
| 0     | 95 o +  | 28    |
| 20    | 90 a 94 | 80    |
| 44    | 85 a 89 | 92    |
| 40    | 80 a 84 | 92    |
| 92    | 75 a 79 | 152   |
| 136   | 70 a 74 | 200   |
| 176   | 65 a 69 | 216   |
| 156   | 60 a 64 | 172   |
| 132   | 55 a 59 | 172   |
| 224   | 50 a 54 | 216   |
| 244   | 45 a 49 | 256   |
| 192   | 40 a 44 | 204   |
| 212   | 35 a 39 | 208   |
| 264   | 30 a 34 | 256   |
| 196   | 25 a 29 | 304   |
| 128   | 20 a 24 | 144   |
| 236   | 15 a 19 | 216   |
| 252   | 10 a 14 | 156   |
| 224   | 5 a 9   | 268   |
| 168   | 0 a 4   | 156   |

## Economia
El 2007 la població en edat de treballar era de 4.157 persones, 2.898 eren actives i 1.259 eren inactives. De les 2.898 persones actives 2.340 estaven ocupades (1.296 homes i 1.044 dones) i 558 estaven aturades (256 homes i 302 dones). De les 1.259 persones inactives 378 estaven jubilades, 370 estaven estudiant i 511 estaven classificades com a «altres inactius».

### Ingressos
El 2009 a Raon-l'Étape hi havia 2.957 unitats fiscals que integraven 6.563 persones, la mediana anual d'ingressos fiscals per persona era de 15.194 €.

### Activitats econòmiques
Dels 300 establiments que hi havia el 2007, 3 eren d'empreses extractives, 10 d'empreses alimentàries, 1 d'una empresa de fabricació de material elèctric, 28 d'empreses de fabricació d'altres productes industrials, 37 d'empreses de construcció, 65 d'empreses de comerç i reparació d'automòbils, 12 d'empreses de transport, 25 d'empreses d'hostatgeria i restauració, 3 d'empreses d'informació i comunicació, 17 d'empreses financeres, 12 d'empreses immobiliàries, 29 d'empreses de serveis, 29 d'entitats de l'administració pública i 29 d'empreses classificades com a «altres activitats de serveis».
Dels 83 establiments de servei als particulars que hi havia el 2009, 1 era una oficina d'administració d'Hisenda pública, 1 gendarmeria, 1 oficina de correu, 7 oficines bancàries, 2 funeràries, 5 tallers de reparació d'automòbils i de material agrícola, 1 taller d'inspecció tècnica de vehicles, 2 autoescoles, 7 paletes, 4 guixaires pintors, 8 fusteries, 3 lampisteries, 4 electricistes, 1 empresa de construcció, 11 perruqueries, 1 veterinari, 3 agències de treball temporal, 12 restaurants, 3 agències immobiliàries, 2 tintoreries i 4 salons de bellesa.
Dels 37 establiments comercials que hi havia el 2009, 1 era, 3 supermercats, 1 un supermercat, 1 una botiga de més de 120 m², 9 fleques, 2 carnisseries, 2 llibreries, 6 botigues de roba, 1 una botiga d'equipament de la llar, 1 una sabateria, 2 botigues de mobles, 2 botigues de material esportiu, 2 drogueries, 1 una perfumeria i 3 floristeries.
L'any 2000 a Raon-l'Étape hi havia 5 explotacions agrícoles.

## Equipaments sanitaris i escolars
El 2009 hi havia 1 hospital de tractaments de curta durada, 1 hospital de tractaments de mitja durada (seguiment i rehabilitació, 3 farmàcies i 3 ambulàncies.
El 2009 hi havia 4 escoles maternals i 5 escoles elementals. A Raon-l'Étape hi havia 1 col·legi d'educació secundària i 1 liceu tecnològic. Als col·legis d'educació secundària hi havia 543 alumnes i als liceus tecnològics 345.

## Poblacions més properes
El següent diagrama mostra les poblacions més properes.